# Atlas Lingüístico y Etnográfico de Aragón, Navarra y la Rioja

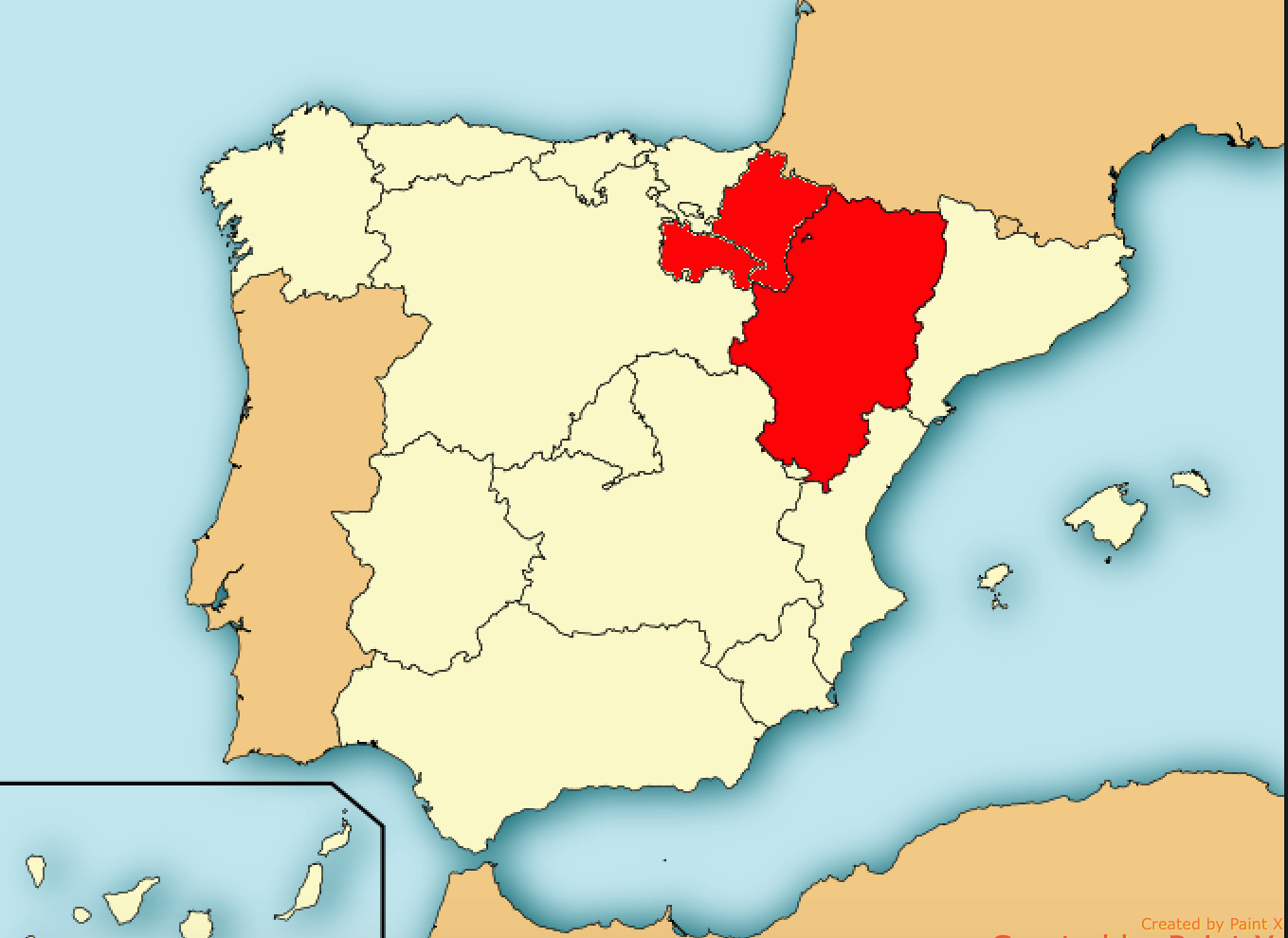

El Atlas Lingüístico y Etnográfico de Aragón, Navarra y la Rioja (ALEANR) (1979-1983) fue el tercer atlas lingüístico de España, solo por detrás del Atlas lingüístico-etnográfico de Andalucía (ALEA) (1952-1973) y el Atlas lingüístico-etnográfico de las Islas Canarias (ALEICan) (1975-1978). Se trata de un conjunto de mapas lingüísticos que muestran las hablas septentrionales de España de entre los años 1979 y 1983 recogidas mediante encuestas realizadas a los habitantes de estas zonas una década antes. El autor de este atlas, como de los dos anteriores y de muchos otros que lo sucedieron, fue Manuel Alvar, esta vez con la colaboración de Tomás Buesa y Antonio Llorente.

## Historia
El propósito que se tuvo con la creación de esta obra fue proyectarla como el primer atlas de Aragón, con la intención de completar la imagen lingüístico-cultural del país por comunidades autónomas. No obstante, posteriormente se eligieron conjuntamente las comunidades de Aragón, Navarra y La Rioja por la estrecha relación que han mantenido durante siglos, lo cual les ha conferido una  cierta vinculación lingüística entre ellas.  El territorio explorado era bastante conocido desde el punto de vista lingüístico: en 1896 se iniciaron los estudios sobre el área pirenaica con el trabajo de Jean-Joseph Saroïhandy y en 1935 los del alemán Alwin Kuhn al que siguieron otros trabajos monográficos tanto de profesores extranjeros (Fritz Krüger, Rudolf Wilmes y A. Schmitt entre otros), como españoles (Alvar, Monje, Buesa, Lázaro, Sanchís Guarner, entre otros). Pese a las investigaciones previas, la realidad lingüística de Aragón era muy compleja:  
- La intensa castellanización desde el siglo XV produjo un empobrecimiento dialectal que afectó a todos los hablantes.

- En los valles pirenaicos perviven restos del antiguo dialecto y existe presencia de otras hablas como el catalán y el vasco.

- Los mapas muestran la vitalidad de las lenguas en la frontera catalano-aragonesa y la huella del dialecto en un castellano que conserva hábitos fonéticos, rasgos morfológicos y términos patrimoniales interesantes.

## Metodología
La metodología utilizada y la presentación de los mapas fue la misma de los atlas anteriores. Se llevó a cabo un amplio cuestionario  (2558 preguntas) muy ceñido a un territorio bien conocido por Alvar, por lo que las cuestiones eran, como en los anteriores, propias del territorio.  El método utilizado estuvo basado en el del ALEA pero con pequeñas variaciones debido a que: 
- Se trata de una situación contraria a la de Andalucía, puesto que el andaluz estaba considerado como dialecto innovador respecto al castellano mientras que el aragonés se trata de un dialecto histórico en retroceso desde el siglo XIII.

- Como en todos los territorios, el cuestionario es ajustado en pos de conseguir información sobre la historia fonética de las hablas aragonesas (su castellanización, la presencia del catalán en el este) y sobre su cultura popular (términos del léxico aragonés).

- La experiencia andaluza sirvió para la recogida de los materiales en Aragón: se eliminaron del cuestionario preguntas poco concretas y otras referida a la madera, la caza, la pesca y los prados, que no aportaban riqueza léxica ni fonética. Para Navarra y La Rioja, se utilizó el mismo cuestionario que en Aragón.

- Mantiene vinculación con los atlas anteriores y nexos de unión con el Atlas Linguistique de la Gascogne de Jean Séguy ya que incorpora parte de su cuestionario.

En el ALEANR encontramos como innovación que el trazado de sus mapas rebasa los límites regionales ya que incluye puntos de encuesta en Vitoria, Burgos, Soria, Guadalajara, Cuenca, Valencia y Castellón. Alvar se lamentó de que en la parte etnográfica, a pesar de tener un cuestionario muy rico, no pudieron obtener información sobre realidades vivas unos años antes, como por ejemplo el transporte maderero fluvial. Este atlas ha servido para conocer con mucho detalle tierras que corresponden a dominios históricos diferentes (Aragón, Navarra y Rioja) que abarca espacios próximos pero variados desde el punto de vista lingüístico y cultural (Pirineo, Valle del Ebro, tierras bajas) con sustratos diferentes y presencia de otras lenguas: catalán en el oriente aragonés, vasco en el norte de Navarra.